# Christian Bach (aktorka)
Christian Bach, właśc. Adela Christian Bach Bottino (ur. 9 maja 1959 w Buenos Aires, zm. 26 lutego 2019) – argentyńsko-meksykańska aktorka telewizyjna i producentka filmowa niemieckiego pochodzenia, występowała w meksykańskich telenowelach Oblicza prawdy (Bajo un mismo rostro) czy Niewinna intryga (La Impostora).
W 1986 wyszła za mąż za Humberto Zuritę, z którym miała dwóch synów: Sebastiána (ur. 1986) i Emiliano (ur. 1993).
Zmarła 26 lutego 2019 w wieku 59 lat. Przyczyną śmierci była niewydolność oddechowa, będąca najprawdopodobniej następstwem długoletniej choroby.

## Filmografia

### Filmy fabularne

#### Aktorka
- 1977: Brigada en acción
- 1985: Gavilán o Paloma jako Anel
- 1985: La venganza del lobo negro
- 1991: Soy libre
- 1992: El hombre de blanco jako Erika
- 1992: Yo, tú, el, y el otro
- 2008: Deseos jako señora
- 2008: Retrazos de Vida jako Rafaela Marti
- 2009: Me olvidarás

#### Producentka
- 1993: La baronesa
- 1994: Educación sexual en breves lecciones

### Telenowele

#### Aktorka
- 1978: La mujer frente al amor
- 1979: Los ricos también lloran jako Joanna
- 1980: Colorina jako Peggy
- 1980: Soledad jako Chelo
- 1980: Verónica jako María Teresa
- 1982: El amor nunca muere jako Cecilia
- 1983: Bodas de odio jako Magdalena
- 1986: De pura sangre jako Florencia
- 1988: Encadenados jako Catalina
- 1991: Atrapada jako Camila
- 1995: Bajo un mismo rostro jako Irene Saldívar Teodorakis
- 1996: Płonąca pochodnia jako María Ignacia 'Güera' Rodríguez
- 1998: La chacala jako Gilda/Liliana/Delia/La Chacala
- 2002: Agua y aceite jako Julieta
- 2010: Vidas Robadas jako Maria Julia Echeverria de Fernandez-Vidal / Maria Emilia
- 2013: La Patrona jako Antonia Guerra „La Patrona”
- 2014: Niewinna intryga jako Raquel Altamira

#### Producentka
- 1995: Bajo un mismo rostro
- 1996: Cañaveral de pasiones
- 1998: Azul tequila
- 1998: La chacala
- 1999: El candidato
- 2000: La calle de las novias
- 2002: Agua y aceite